# Parterre (théâtre)
Pour les articles homonymes, voir Parterre.
 (juin 2020).
Si vous disposez d'ouvrages ou d'articles de référence ou si vous connaissez des sites web de qualité traitant du thème abordé ici, merci de compléter l'article en donnant les références utiles à sa vérifiabilité et en les liant à la section « Notes et références ».

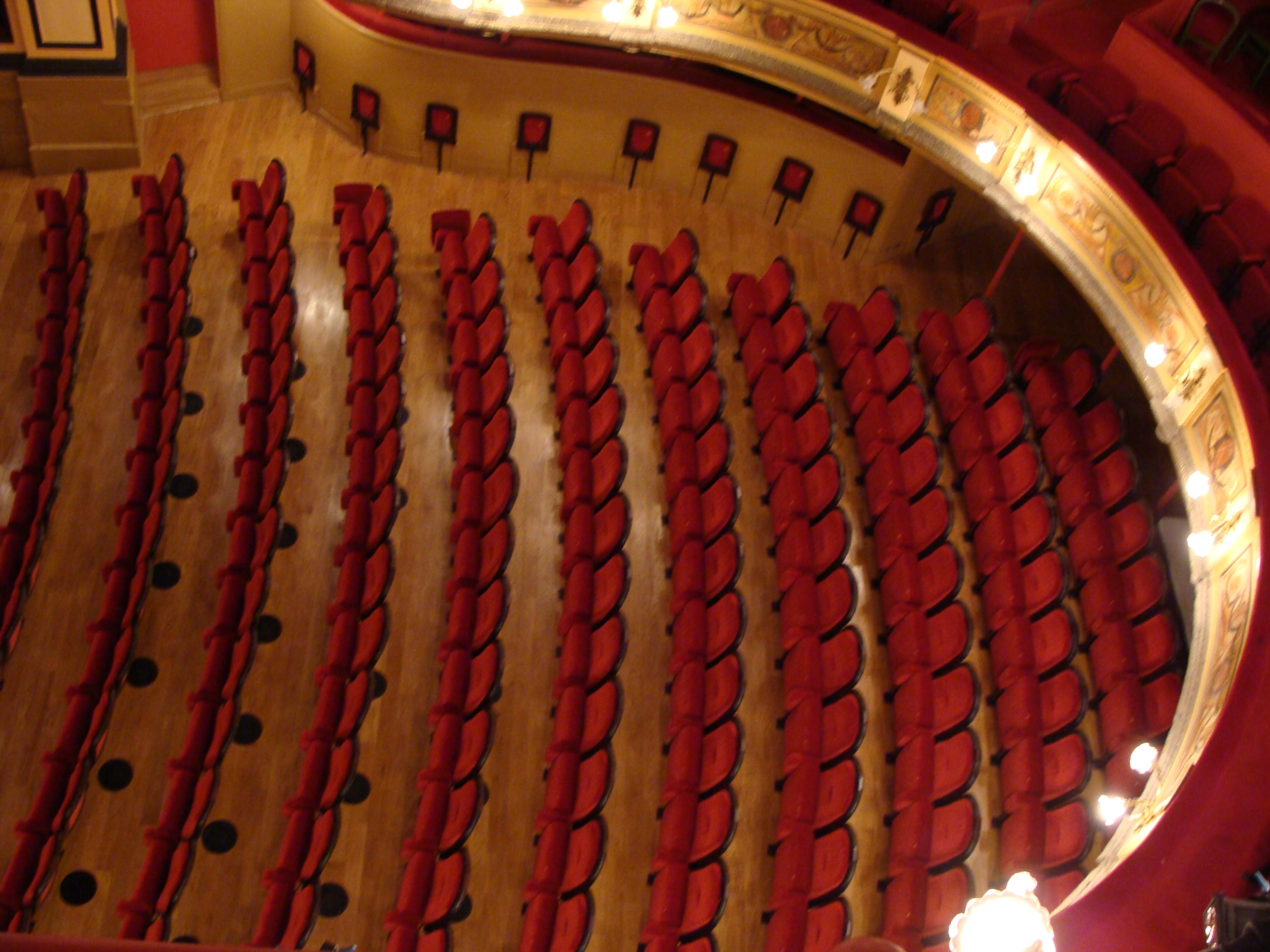
Théâtre à l'italienne de Douai : Le parterre vu du poulailler.

Le parterre est l'ensemble des places situées au rez-de-chaussée d'une salle de spectacle.
Autrefois, le parterre ou parquet ne comportait pas de sièges, il offrait les places les moins chères car le public, exclusivement masculin, était debout. Les dames ne pouvaient prendre place que dans les loges des balcons à cause de leurs volumineuses coiffures à postiches surmontées de chapeaux.